# Welttag der Handhygiene

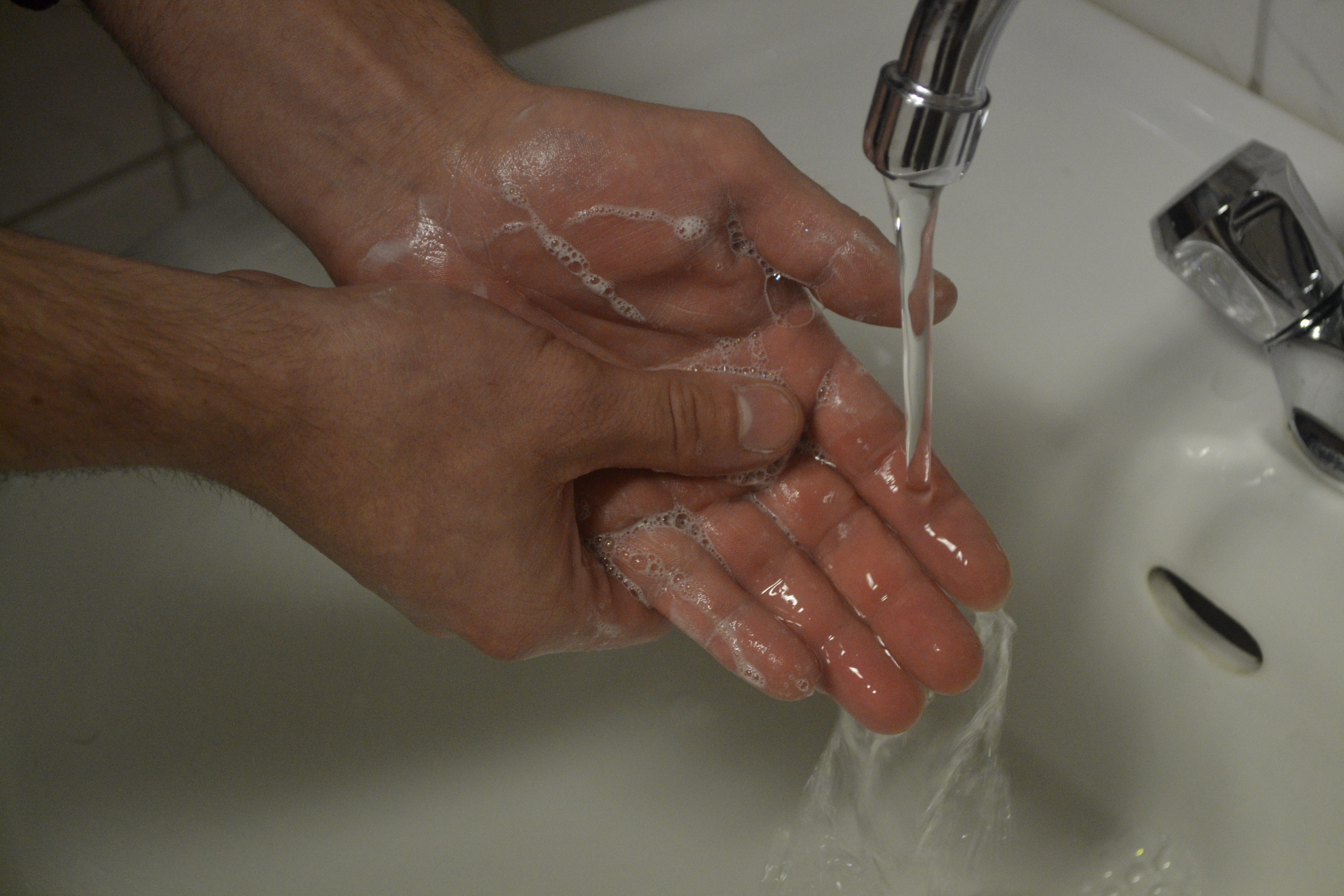
Händewaschen

Der Welttag der Handhygiene, englisch: World Day of Hand Hygiene, wurde von der Weltgesundheitsorganisation – WHO ins Leben gerufen und verfolgt dieselben Ziele wie der von derselben Organisation eingeführte Internationale Hände-Waschtag; er wird jährlich am 5. Mai begangen, zum ersten Mal am 5. Mai 2009.
Der 5. Mai (5.5.) wurde als Eselsbrücke gewählt, weil zweimal fünf Finger die menschlichen Hände symbolisieren, deren regelmäßiges und regelgerechtes Waschen zur Aufrechterhaltung von Wohlbefinden und Gesundheit erforderlich ist.
Zielgruppen des Welttages der Handhygiene sind Erwachsene und Kinder, Kindergärten wie Schulen, Altenheime und Krankenhäuser ebenso wie andere Einrichtungen der Gesundheitsfürsorge.
Intensives Waschen der Hände mit Seife soll insbesondere vor und nach dem Essen, nach Benutzen der Toilette oder vor und nach Windeln und Wickeln erfolgen.
Von einem Übertreiben des Händeschüttelns wird abgeraten.
Ein regelmäßiges und ordentliches Waschen der Hände – nach Einseifen Reiben nicht unter einer halben Minute und besonders auch der Fingerkuppen und der Daumen – verhindert die Ausbreitung von Infektionskrankheiten wie beispielsweise des so genannten Schweinegrippe-Virus, da ein Großteil aller ansteckenden Krankheiten über die Hände übertragen wird. Besondere Aktualität erlangte der Tag im Jahr 2020, weil er während der weltweit grassierenden Corona-Pandemie stattfand.